# シャープと共に
シャープと共に（シャープとともに）はラジオ沖縄のラジオ番組。1964年2月1日 - 2005年3月26日まで、月曜 - 土曜 22時台に放送した。沖縄シャープ電機の一社提供。

## 概要
日曜を除く毎日22時台前半の20分間 放送した。
開始当初は月曜から土曜までを通して、パーソナリティと内容は同一だったが、後に平日と土曜日は内容が異なることが多かった。初期の全日と後年の平日はパーソナリティ 2人（男女 各1人）が務めるリクエスト番組が中心で、日によってはリクエスト以外の葉書のコーナーがあった。後年の土曜日は「ヤングヤングプラザ」のサブタイトルで、平日とは別のパーソナリティが1人で務め、沖縄本島各地をリポートすることが多かった。
オープニングのタイトルコールは番組初期は「ポップス&歌謡曲 シャープと共に」。月曜日から金曜日は後に「○○と○○の“シャープと共に”」（○○はパーソナリティ名）。土曜日は「シャープと共に・○○のヤングヤングプラザ」。新聞のラジオ欄の見出しは「○○（と○○）とともに」だった。初期の頃は「シャープと共に」だったが、番組表配信方式の変更後はスポンサリングしている枠を超えての企業名の宣伝になってしまうため、その様なことを避けるためにスポンサー名を省略する形態となった。
番組のテーマソングは最初は「シャープー　シャープー…」で始まる男女のコーラス グループによるものだったが、1990年代より女性ボーカルによるバージョンに変更した。
当番組の終了に伴い、2023年10月からの電機メーカー（或いは、系列子会社）一社提供のラジオ番組はパナソニック提供のJFN系列『Panasonic presents おと、をかし』のみとなった。かつてはパナソニック提供のJFN系列『Panasonic Melodious Library』、JRN系列『歌のない歌謡曲』があったが、前者は2023年3月末で終了。後者は同年9月末でスポンサーを降板、企画ネットを終了した。

## 主なパーソナリティ
☆印はラジオ沖縄アナウンサー（放送当時）
- 金城宏安☆
- 前田すえこ☆
- 屋良悦子☆
- 市来朋子
- 高良茂
- 岩井証夫
- 森田弘美
- 本村ひろみ
- 玉城美香
- 棚原勝也☆
- 宮田隆太郎☆
- 玉城愛
- 金城奈々絵☆ ほか

## 備考
NRN系で1990年3月まで平日帯で放送した『日立ミュージック・イン・ハイフォニック』→『HITACHI MUSIC INN』→『HITACHI FAN! FUN! TODAY』（ニッポン放送 制作）はライバルの日立一社提供で、NRN系列のROKではなく、JRN系列の琉球放送（RBC）で放送した。
RBCも早川電機・シャープ電機 → シャープ → 沖縄シャープ電機の一社提供で、幹事局の新日本放送、ニッポン放送などが制作した企画ネット番組『金の歌銀の歌』を、1977年頃まで放送した。
一方で、文化放送制作の花王一社提供番組はNRN系列のROKで放送した。
報道特別番組などで当番組が休止する場合は番組本来の放送時間とほぼ同じ時間にシャープのCMを放送した。NRN系列局は1999年10月より、『allnightnippon SUPER!』を始め、平日22時台と23時台はニッポン放送制作の番組をネットしているが、ROKは社是の「ローカルに徹せよ」に象徴する様に当番組を含む自社番組を重視。当番組終了後も現在までネットしていない。
当番組のスポンサー　沖縄シャープ電機は番組終了後、『ティーサージ・パラダイス』の提供スポンサーとなった。